# 도화녀
도화랑(桃花娘, ? ~ ?)은 신라 진지왕(新羅 眞智王) 때의 미녀(美女)이다.

## 이력
도화랑(桃花娘)은 신라 사량부의 골품(骨品) 신분이 없는 어느 민가(民家)에서 출생한 여자이며 처녀 시절부터 자색이 곱고 얼굴이 아름다운데다가 인물이 출중하기로 소문이 나 있었고 신라 진지왕 김사륜(新羅 眞智王 金舍輪)이 즉위할 무렵에는 이미 결혼을 한 몸이었다. 그런데도 신라 진지왕은 도화랑을 금성 서라벌 궁궐로 불러들여 자신과 관계할 것을 요구하였다. 그러나 그녀는 두 낭군을 섬길 수 없다며 버티었고 이에 진지왕(眞智王)은 도화랑의 목숨을 위협하며 강압하였다. 하지만 도화랑은 자신의 목숨이 달아나도 정절을 버릴 수 없다며 버티었다. 그러자 진지왕은 낭군이 없다면 자신과 관계할 수 있느냐 물어 이에 도화랑이 그럴 수 있다 답을 하자 결국 진지왕은 자객을 보내어 도화랑의 낭군을 참하고 끝내 도화랑을 범하였다. 이처럼 강제로 진지왕과 관계를 가진 도화랑은 결국 임신을 하였고 그리하여 579년 3월에 얻은 아이가 비형랑(鼻荊郞, 579년 3월 ~ ?, 신라 진지왕의 서자)이며 김비형(金鼻荊)이 출생한지 얼마 아니 되어 579년 7월에 사도태후 박씨와 미실궁주가 일으킨 정변으로 인하여 진지왕이 폐위되었고 비형(鼻荊) 또한 왕궁 바깥으로 쫓겨났으며 진지왕의 이복 조카 진평왕(眞平王)이 즉위하였고 폐군 진지왕은 폐위 1개월 후 579년 8월에 훙서(薨逝)하였으며 이후 584년까지 사도태후 박씨가 진평왕의 섭정을 전담하였지만 이후 도화랑의 행적은 불분명하다.

## 비형랑의 명운
한편 궁궐 밖으로 쫓겨난 비형은 차차 성장하면서 귀신(鬼神)들과 어울려 놀고 그들의 괴수가 되니, 진평왕이 비형랑을 친히 수소문하고 불러 명하여 비형랑 휘하의 귀신들로 하여금 신원사 북쪽 개천에 다리를 놓으라 하였더니, 결국 하룻밤 사이에 다리를 완성하였고 이 다리를 귀교(鬼橋)라 칭하였다. 또한 귀신 중에서 길달(吉達)이란 이를 불러 집사(執事) 직위에 제수하였더니 매우 충직하였다 한다.

## 같이 보기
- 진흥왕
- 진지왕
- 숙명궁주
- 삼국사기
- 삼국유사
- 화랑세기
- 비형랑
- 비담
- 염종
- 사도태후
- 미실
- 천관녀
- 난승
- 길달